# Thecla tucumana
Thecla tucumana är en fjärilsart som beskrevs av Druce 1907. Thecla tucumana ingår i släktet Thecla och familjen juvelvingar. Inga underarter finns listade i Catalogue of Life.